# Vinicius Mingotti
Vinicius Alessandro Mingotti (São Carlos, 7 de janeiro de 2000) é um futebolista brasileiro que atua como centroavante. Atualmente joga no Operário-PR.

## Carreira

### Antecedentes
Nascido em São Carlos, São Paulo, Vinicius Mingotti incialmente era meio-campista, mas ao passar dos anos, acabou se firmando na posição de atacante por conta da altura e força. Aos 18 anos de idade, se mudou para Novo Horizonte, aonde começou a atuar com nas categorias de base do Novorizontino.
Atuando pelo Novorizontino na Copa São Paulo de Futebol Júnior de 2018, ele marcou dois gols em quatro jogos e recebeu novas oportunidades na carreira. No mesmo ano, foi contratado por empréstimo pelo São Paulo, aonde não se adaptou e ficou nas categorias de base do clube por cinco meses.
Depois da sua passagem pelo São Paulo, acabou sendo contratado pelo Athletico Paranaense em meados de 2018, aonde demonstrou um bom aproveitamento nas categorias de base do clube.

### Athletico Paranaense
Após ser um dos destaques na Copa São Paulo de Futebol Júnior de 2020, Vinicius Mingotti começou a ser relacionado na equipe profissional do Athletico Paranaense. Realizou sua estreia no dia 15 de fevereiro, começando como titular em uma vitória em casa por 3 a 0 sobre o Toledo, pelo Campeonato Paranaense. Marcou seu primeiro gol como profissional no dia 1 de março, em uma vitória fora de casa por 3 a 1 sobre o Operário Ferroviário.
Vinicius Mingotti não teve o mesmo rendimento com o então treinador Dorival Júnior, e com isso voltou para a equipe Sub-20. No ano de 2021, o atacante acabou voltando a ser relacionado na equipe profissional. No total pelo Athletico Paranaense, realizou 32 jogos e marcou três gols.

### Tombense
Em 6 de janeiro de 2022, Mingotti teve seu contrato de empréstimo encaminhado ao Tombense. O jogador foi um pedido do treinador Rafael Guanaes, que o comandou no Sub-20 e na equipe de aspirantes do Athletico Paranaense.

## Estatísticas
Atualizadas até 1 de fevereiro de 2022

### Clubes
| Equipe               | Temporada         | Campeonato nacional | Campeonato nacional | Campeonato nacional | Copa nacional[a] | Copa nacional[a] | Copa nacional[a] | Competições continentais[b] | Competições continentais[b] | Competições continentais[b] | Outros torneios[c] | Outros torneios[c] | Outros torneios[c] | Total | Total | Total   |
| Equipe               | Temporada         | Jogos               | Gols                | Assist.             | Jogos            | Gols             | Assist.          | Jogos                       | Gols                        | Assist.                     | Jogos              | Gols               | Assist.            | Jogos | Gols  | Assist. |
| -------------------- | ----------------- | ------------------- | ------------------- | ------------------- | ---------------- | ---------------- | ---------------- | --------------------------- | --------------------------- | --------------------------- | ------------------ | ------------------ | ------------------ | ----- | ----- | ------- |
| Athletico Paranaense | 2019              | 0                   | 0                   | 0                   | —                | —                | —                | —                           | —                           | —                           | —                  | —                  | —                  | 0     | 0     | 0       |
| Athletico Paranaense | 2020              | 6                   | 0                   | 1                   | —                | —                | —                | —                           | —                           | —                           | 4                  | 1                  | 1                  | 10    | 1     | 2       |
| Athletico Paranaense | 2021              | 6                   | 0                   | 0                   | 4                | 0                | 0                | 0                           | 0                           | 0                           | 12                 | 2                  | 1                  | 22    | 2     | 1       |
| Athletico Paranaense | Total             | 12                  | 0                   | 1                   | 4                | 0                | 0                | 0                           | 0                           | 0                           | 16                 | 3                  | 2                  | 32    | 3     | 3       |
| Tombense             | 2022              | 0                   | 0                   | 0                   | 0                | 0                | 0                | —                           | —                           | —                           | 2                  | 0                  | 0                  | 2     | 0     | 0       |
| Tombense             | Total             | 0                   | 0                   | 0                   | 0                | 0                | 0                | 0                           | 0                           | 0                           | 2                  | 0                  | 0                  | 2     | 0     | 0       |
| Total na carreira    | Total na carreira | 12                  | 0                   | 1                   | 4                | 0                | 0                | 0                           | 0                           | 0                           | 18                 | 3                  | 2                  | 34    | 3     | 3       |

- a. ^ Jogos da Copa do Brasil
- b. ^ Jogos da Copa Sul-Americana
- c. ^ Jogos do Campeonato Paranaense e do Campeonato Mineiro

## Títulos
Athletico Paranaense
- Campeonato Paranaense: 2020
- Copa Sul-Americana: 2021[16]

Mirassol
- Campeonato Brasileiro - Série C: 2022

Operário-PR
- Campeonato Paranaense: 2025[17]